# Cymodusa exilis
Cymodusa exilis är en stekelart som beskrevs av Holmgren 1860. Cymodusa exilis ingår i släktet Cymodusa och familjen brokparasitsteklar. Arten är reproducerande i Sverige. Inga underarter finns listade i Catalogue of Life.